# بين كلارك (لاعب كرة قدم)
بين كلارك (بالإنجليزية: Ben Clark)‏ (24 يناير 1983 في المملكة المتحدة - ) هو لاعب كرة قدم بريطاني في مركز قلب الدفاع. لعب مع مانشستر يونايتد ونادي سندرلاند ونادي هارتلبول يونايتد ونادي غيتزهد.

## وصلات خارجية
- بين كلارك (لاعب كرة قدم) على موقع قاعدة بيانات كرة القدم.إي يو (الإنجليزية)
- بين كلارك (لاعب كرة قدم) على موقع Soccerbase.com (لاعب) (الإنجليزية)
- بين كلارك (لاعب كرة قدم) على موقع Soccerway.com (الإنجليزية)
- بين كلارك (لاعب كرة قدم) على موقع عالم كرة القدم.نت (الإنجليزية)